# فلاح بن جامع
فلاح بن عيد بن حبيب بن سعود بن جامع مواليد 1 يوليو من عام 1944م ثاني أبناء الأمير عيد بن جامع أمير قبيلة العوازم السابق وفلاح بن جامع أمير قبيلة العوازم في دولة الكويت 

## حياته العسكرية والسياسية
شارك في حرب الاستنزاف على الجبهة المصريه والتي كانت تدور رحاها مع العدو الصهيوني (أبريل) عام 1968م. وكذلك شارك من ضمن الجيش الكويتي على الجبهة الكويتيه العراقيه (حادثة الصامتة) في شهر 9 (سبتمبر) 1973م إبان فترة حكم الشيخ صباح السالم الصباح أمير الكويت السابق، حيث حدثت مناوشات بين الجيش الكويتي والجيش العراقي في ذلك الوقت بسبب الادعاءات العراقية لمشكلة الحدود، كما ترأس في 1 يناير 1990 وفد قبيلة العوازم لمقابلة أمير دولة الكويت آنذاك الشيخ/ جابر الأحمد الصباح. 

## عضوياته
- عضو المجلس الوطني الكويتي (يونيو) 1990.
- عضو مشارك في المؤتمر الشعبي في جده عام 1990.
- عضو مؤسس في مبرة العوازم الخيرية.